# ريتو (شيغا)
مدينة ريتو (بالإنجليزية: Rittō)‏ هي أحد المدن التابعة لمحافظة شيغا. تأسست رسميًا في 01/10/2001. ويقدر عدد سكانها بـ 62353 نسمة حسب تقدير مكتب الإحصاء الياباني لعام 2012. تبلغ مساحة ريتو 52.75 كم2. بكثافة سكانية تبلغ 1182 نسمة/كم2.

## أعلام
- ماسانوري موريتا
- يويا هاشيأوتشي

## روابط خارجية
- مكتب الإحصاءات البريطاني